# Любовь не умрёт никогда
«Любовь не умрёт никогда» (англ. Love Never Dies) — мюзикл Эндрю Ллойда Уэббера, Гленна Слейтера и Чарльза Харта. Сиквел мюзикла Ллойда Уэббера «Призрак Оперы».
Сценарий создан Эндрю Ллойдом Уэббером, Гленном Слейтером и Беном Элтоном. Сюжет мюзикла не основывался на оригинальной сюжетной линии романа Гастона Леру, а Ллойд Уэббер сказал в одном из интервью: «Я не расцениваю мюзикл как сиквел, это самостоятельное произведение».
Действие мюзикла происходит в 1907 году, по утверждению композитора — «примерно десять лет после конца оригинального „Призрака“» (хотя события в «Призраке Оперы» разворачивались в 1881 году). Оперная певица Кристина Дае приглашена выступить в парке развлечений «Phantasma» на Кони-Айленде анонимным импресарио и, приняв предложение, вместе с мужем Раулем и сыном Густавом отправляется в Бруклин, не догадываясь, что таинственный импресарио, способствующий её появлению на популярном морском курорте — Призрак.
Эндрю Ллойд Уэббер решил создать этот мюзикл ещё в 1990 году, но по каким-то причинам заморозил этот проект. Только в 2007 году он серьёзно взялся за написание музыки к произведению.
Премьера мюзикла состоялась в театре Адельфи 9-го марта 2010 года (предварительные показы проходили с 22-го февраля 2010 года). Первоначально режиссёром был Джек О’Брайен, хореографом Джерри Митчелл, тем не менее 22 октября 2010 года было объявлено, что шоу временно не будет показываться в течение четырёх дней для изменений сюжета и лирики. Новым режиссёром был назначен Билл Кенрайт. Дизайнер шоу — Боб Кроули.
Мюзикл получил смешанные отзывы и был принят на Вест-Энде не очень благожелательно. Постановка в Австралии была встречена более благосклонно и получила много положительных отзывов. Премьера спектакля на Бродвее так и не состоялась.

## История создания
Создать сиквел суперуспешного мюзикла «Призрак Оперы» композитор решил в 1990 году. После разговора с Марией Бьернсон (дизайнер «Призрака Оперы») он принял решение создать сиквел, действие которого должно было происходить в Нью-Йорке в XX веке.
Одной из его идей было поселить Призрака в одном из первых пентхаусов Манхэттена, но после просмотра документального фильма о Кони-Айленде композитор отклонил эту идею. Он начал сотрудничать с писателем Фредериком Форсайтом, но проект вскоре развалился, так как Ллойд Уэббер понимал, что их идеи будет трудно воплотить на сцене. Эти идеи Форсайт воплотил в романе «Призрак Манхэттена».
Композитор вновь вернулся к проекту в 2006 году, сотрудничая с рядом писателей и режиссёров. Однако идей относительно того, как адаптировать свой замысел на сцене не было. В конце концов, в 2007 году свою помощь предложил Бен Элтон (с которым композитор создал мюзикл «Прекрасная игра»). Он помог создать сюжет на основе первоначальных идей Ллойда Уэббера. Обработка Бена позволила придать персонажам большее сходство с героями оригинального романа и убрать новых персонажей, созданных Ллойдом Уэббером и Фредериком Форсайтом. В 2007 году он объявил, что продолжит работу над проектом.
В мае 2007 года в Daily Mail появилось сообщение о том, что создание мюзикла задерживается, так как шестимесячный котёнок Ллойд Уэббера — Отто, породы турецкий ван, взобравшись на цифровое пианино своего хозяина, уничтожил всю партитуру будущего мюзикла. Ллойд Уэббер не смог вернуть написанное на этом инструменте, но позже заново написал партитуру.
В 2008 году композитор объявил, что его произведение, скорее всего, будет называться «Phantom: Once Upon Another Time» («Призрак: Однажды в другое время»). Первый акт был представлен на ежегодном Сидмонтонском Фестивале. Призрака играл Рамин Каримлу, Рауля — Алистер Роббинс. Тем не менее, во время праздничного концерта в шоу «Birthday in the Park» на телеканале Би-би-си, посвящённого 60-летию Ллойда Уэббера, он объявил, что мюзикл получил новое название: «Love Never Dies» («Любовь не умрёт никогда»).
3 июля 2009 года Ллойд Уэббер объявил, что Рамин Каримлу (игравший Призрака в Уэст-Энде) и Сиерра Боггес (игравшая Кристину в Лас-Вегасе) получили роли Призрака и Кристины, роль Мег Жири получила актриса Саммер Страллен, Мадам Жири — Лиз Робертсон, роль Рауля — Джозеф Миллсон.
Композитор рассчитывал, что премьера мюзикла состоится одновременно в Лондоне, Нью-Йорке и Шанхае осенью 2009 года. Но к марту 2009 года шоу было решено открыть 26 октября 2009 года в Adelphi Theatre в Лондоне, затем в ноябре в Торонто в театре Royal Alexandra Theatre (до премьеры на Бродвее в театре Neil Simon Theatre в 2010 году) и затем в феврале 2010 года в Шанхае (с дальнейшим переездом в Мельбурн). В августе 2009 года три каста начинают репетировать в Лондоне. В мае 2009 года премьера была отложена до марта 2010 года в связи с тем, что Ллойд Уэббер решил переписать оркестровку и перезаписать альбом. К октябрю премьера мюзикла из Шанхая была окончательно перенесена в Мельбурн. Нью-Йоркская и Австралийская постановки были позже отсрочены из-за сложности ведения кастинга нескольких трупп одновременно.
8 октября 2009 года на пресс-конференции в Театре Её Величества, в котором «Призрак Оперы» идёт по сей день с 1986 года, Эндрю Ллойд Уэббер подтвердил, что роли Призрака и Кристины остаются за Рамином Каримлу и Сиеррой Боггес. Композитор также сказал, что предварительные показы начнутся в Лондоне с 20 февраля 2010 года, а премьера на Бродвее состоится 11 ноября того же года (позже премьеру отложили до весны 2011 года, а затем на неопределённый срок). Репетиции начались в январе 2010 года.
1 февраля 2011 года были объявлены исполнители главных ролей в австралийской постановке — ими стали Бен Льюис и Анна О’Байрн.

## Сюжет

### Пролог
Десять лет спустя после событий в Парижской Опере.
Призрак, создатель и владелец парка развлечений «Phantasma», измучен разлукой с Кристиной и жаждет снова услышать её голос («Till I Hear You Sing»). Он анонимно посылает ей приглашение выступить на Кони-Айленде.

### Акт I
Остров Кони-Айленд.
Мадам Жири, её дочь Мег и артисты парка развлечений «Phantasma» посвящают зрителей в чудеса Кони-Айленда («The Coney Island Waltz»).
Мег и артисты исполняют «Only for You» и своим выступлением вызывают восхищение толпы зрителей. Мадам Жири хвалит дочь за чудесное выступление, но раздражена тем, что Призрак не смотрел её выступление, и предаётся воспоминаниям, как они вдвоём провозили его «контрабандой» из Парижа.
Кристина, Рауль и их десятилетний сын Густав прибывают в Нью-Йорк, где сталкиваются на пристани с толпой папарацци. Их встречают Флэк, Скуэлч и Генгл, которые на карете доставляют их на Кони-Айленд («Are you ready to begin?»). Рауль, раздражённый таким приёмом, отказывается играть с сыном и уходит в бар. Мальчик сомневается, любит ли его папа. Кристина, чтобы помочь ему понять, просит его «смотреть сердцем» («Look with your heart»). Густав уходит спать.
В ночи перед шокированной Кристиной появляется Призрак. Он вспоминает о той ночи страсти, которую они провели накануне её свадьбы («Beneath a Moonless Sky»). Оба понимают, что когда-то их любовь имела больше шансов на успех. Густав просыпается от кошмара, в котором его кто-то топит, и, прибежав к матери, знакомится с Призраком («Mother Please, I’m Scared!»). Тот обещает показать ему все чудеса «Phantasma» и предупреждает Кристину, что она должна спеть для него ещё раз или вернётся домой без сына.
Во время репетиции Мег испытывает шок, узнав, что Кристина будет петь. Рауль сталкивается с Жири и с ужасом осознаёт, что Призрак и есть тот импресарио, для которого споёт его жена («Dear Old Friend»). Флэк, Скуэлч и Генгл приводят Густава в «Орлиное гнездо» (дом Призрака), где его приветствует хозяин. Мальчик великолепно играет на пианино. Это приводит Призрака к подозрению, что гость — его сын («Beautiful»). Он расспрашивает его и приходит к выводу, что они очень похожи. Он снимает с себя маску, полагая, что Густав примет его, но тот приходит в ужас от уродливого лица и пронзительно кричит («The Beauty Underneath»). Вбежавшая Кристина успокаивает ребёнка. Под давлением Призрака она признаётся, что он его сын («The Phantom Confronts Christine»). Эрик заставляет певицу пообещать ему никогда не говорить Густаву, кто настоящий его отец. Он объявляет, что всё имущество перейдёт к его наследнику. Подслушав это, разъяренная мадам Жири боится, что все её многолетние старания окажутся напрасными.

### Акт II
В тёмном баре Рауль размышляет о своих отношениях с супругой («Why Does She Love Me?»). К нему подсаживается Мег в купальном костюме (она плавает каждый день, чтобы «смыть» стресс) и рассказывает, что он находится в «Зале Самоубийств», месте, «где люди оказываются в конце концов, когда не знают, куда ещё идти». Она просит Рауля уехать домой вместе с Кристиной и Густавом. Виконт возражает ей, говоря, что не боится Призрака, который в это время, работая вместо бармена, стоит к нему спиной. Как только Мег уходит, Эрик поворачивается к донельзя шокированному Раулю и заключает пари: если Кристина не согласится петь, то он может уехать с ней и Густавом домой. В противном случае де Шаньи должен уехать один. Между делом Призрак "троллит" собеседника, заставляя немного засомневаться в своём отцовстве («Devil Take the Hindmost»).
Флэк, Скуэлч и Генгл извещают всех о предстоящем выступлении Кристины в «Phantasma» («Invitation to the Concert»). В ту же ночь Мег исполняет номер с элементами стриптиза, в котором рассуждает о том, какой купальный костюм ей выбрать («Bathing Beauty»). Публика сходит с ума от этого номера, но мадам Жири сообщает ей, что Призрак не смотрел её выступление и все старания были впустую («Mother, Did You Watch?»).
Перед выступлением Густав идёт за кулисы, в то время как Рауль умоляет супругу уехать с ним, если она его всё ещё любит («Before the Performance»), но та отказывает ему. После того как виконт уходит, появляется Призрак и убеждает Кристину, что она достойна большего, чем любви своего мужа.
В гримёрке Кристина вспоминает Парижскую Оперу, где она сделала свой выбор между Призраком и Раулем. Мадам Жири, Мег, Рауль и Призрак желают знать, будет ли она петь («Devil Take The Hindmost» (реприза)). Женщина исполняет арию, а за ней наблюдают муж с Призраком («Love Never Dies»). Рауль уезжает, Кристина заканчивает своё выступление под гром аплодисментов. Её встречает Призрак и вручает ей письмо от Рауля, где он извещает её о своём отъезде («Ah Christine»). Внезапно певица замечает отсутствие Густава и чувствует тревогу за сына («Gustave! Gustave!»). Призрак подозревает мадам Жири и угрожает ей расправой. Флэк сообщает, что, проходя мимо гримёрки её дочери, она заметила разбитое зеркало, и как Мег вела куда-то в темноте маленькую фигурку. Призрак догадывается, где злоумышленница.
В «Зале Самоубийств» Мег собирается утопить Густава, но её планы нарушаются («Please Miss Giry, I Want To Go Back»). Она достаёт пистолет и упрекает Призрака в неблагодарности, ведь чтобы добыть столько денег для него, ей пришлось стать проституткой и спать с богачами. Призрак просит девушку опустить пистолет, но она случайно стреляет в Кристину. Призрак бросается к любимой, и она сообщает Густаву, что тот — его настоящий отец. Мальчик, не выдержав таких переживаний, убегает. Призраку же она говорит, что любовь её к нему не умрёт никогда. Они целуются в последний раз, и Кристина умирает на его руках. Призрак издаёт крик ужаса и боли. Появляются Густав с вернувшимся Раулем: они узнали о смерти Даэ. Сын убитой подходит к своему отцу и хочет снять с него маску, но Призрак отстраняет его руку, становится на колени и сам снимает маску. Густав кладёт руку на изуродованное лицо Призрака, и они обнимаются.

## Персонажи и исполнители
| Персонаж              | Оригинальный Лондонский каст                                                                        | Оригинальный Австралийский каст                                            | Финальный Лондонский каст                                                                      | Описание |
| --------------------- | --------------------------------------------------------------------------------------------------- | -------------------------------------------------------------------------- | ---------------------------------------------------------------------------------------------- | --- |
| Призрак               | Рамин Каримлу                                                                                       | Бен Льюис                                                                  | Рамин Каримлу                                                                                  | Окруженный разъярённой толпой в опере, он бежит в Америку с помощью мадам Жири и её дочери Мег. В Америке он выстраивает парк развлечений «Phantasma» на деньги, кровью и потом заработанные семьёй Жири.                                                          |
| Кристина Даэ          | Сиерра Боггес                                                                                       | Анна О’Байрн                                                               | Селия Грэм                                                                                     | Всемирная оперная звезда и любящая мать, Кристина не выступала долгий промежуток времени. Пребывая в неведении, что приглашение пришло от Призрака, она соглашается на свой американский дебют в «Phantasma», где запутывается в чувствах к нему и законному мужу. |
| Виконт Рауль де Шаньи | Джозеф Миллсон                                                                                      | Саймон Глисон                                                              | Дэвид Тэкстон                                                                                  | Время сделало его картежником и пьяницей. В нём больше нет той страсти к Кристине, какую он испытывал, хотя любовь осталась. Рауль постоянно раздражён. |
| Мадам Жири            | Лиз Робертсон (Салли Декстер в альбомной записи)                                                    | Мария Мерседес                                                             | Лиз Робертсон                                                                                  | Она ненавидит Кристину из-за того, что Призрак больше благоволит к ней, а не к Мег даже после всего того, что они с дочерью для него сделали. |
| Мег Жири              | Саммер Страллен                                                                                     | Шэрон Миллерчип                                                            | Хейли Флаэрти                                                                                  | Водевильная певица, но мечтает стать такой же знаменитой, как Кристина. Для исполнения этой мечты ей необходима поддержка Призрака. |
| Флэк                  | Ниамх Перри                                                                                         | Эмма Дж. Хокинс                                                            | Трейси Пенн                                                                                    | Одно из «человеческих чудес» парка развлечений «Phantasma»; воздушная акробатка, описывается как «наполовину птица, наполовину женщина». |
| Скуэлч                | Адам Пирс                                                                                           | Пол Табоун                                                                 | Адам Пирс                                                                                      | Одно из «человеческих чудес» парка развлечений «Phantasma»; сильный татуированный человек. |
| Генгл                 | Джами Рид-Кворел                                                                                    | Дин Винс                                                                   | Чарльз Брантон                                                                                 | Одно из «человеческих чудес» парка развлечений «Phantasma»; зазывала. |
| Густав                | Джек Бласс, Гарри Чайлд, Тайлер Фаган, Александр Хокадей, Ричард Линнелл, Чарли Мантон, Кейзан Радж | Джордж Картрайт Буш, Трент Хиф, Лаклан Кэлли, Джэк Лайал, Кёртис Пападинис | Эдвард Брейси, Джек Костелло, Даниэль Даулинг, Коннор Фицджеральд, Джордж Лителл, Гарри Полден | Рауль растил его как собственного сына, не зная, что он сын Призрака. Густав обладает такими же музыкальными талантами, как и его родители. |

## Постановки
Премьера шоу состоялась 9 марта 2010 года в театре Адельфи. Роль Призрака исполнил Рамин Каримлу, Сиерра Боггес исполнила роль Кристины, Джозеф Милсон исполнил роль Рауля, Лиз Робертсон играла роль мадам Жири, Саммер Страллен исполняла роль Мег Жири. Выручка от продажи билетов составила 9 миллионов фунтов стерлингов, что превосходило инвестиции в размере 6 миллионов фунтов стерлингов. Спектакль является первым сиквелом, поставленным в Вест-Энде. В апреле 2010 года Ллойду Уэбберу угрожали предъявить штраф в размере 20 000 фунтов стерлингов за незаконную покраску театра Adelphi Theatre в чёрный цвет специально для продвижения мюзикла.
12 октября 2010 года состоялась пресс-конференция в здании парламента Виктория, где Ллойд Уэббер через спутниковую связь объявил, что австралийская премьера состоится 21 мая 2011 года в Мельбурне, в театре Regent Theatre. Главными особенностями этой постановки являются новая режиссура (режиссёр Саймон Филлипс) и новый дизайн шоу. Полный состав австралийского каста было объявлен 4 мая 2011 года с началом заказа билетов 7 августа 2011 года. Постановка настолько понравилась Ллойду Уэбберу, что он надеялся перенести её в будущем на Бродвей.
Мюзикл был снова переписан (по инициативе Ллойда Уэббера), в связи с чем критик Генри Хитчингс отметил: «Некоторые из самых очевидных изменений берут начало от правок лирика Чарльза Харта, скорректировавшего ритм оригинальных неуклюжих стихов, написанных Гленном Слейтером». Также, по его словам, «чувствуется, что к шоу была приложена режиссёрская рука, шоу было доверено Джеку О’Брайену, но новый хореограф Билл Димер и продюсер Билл Кенрайт добавили изюминку».
В июле 2011 года Ллойд Уэббер в интервью New York Times заявил, что, несмотря на благоприятный приём в Австралии, возможно, Бродвейская постановка так и не станет реальностью. Также он заявил, что видеоверсия Австралийской постановки будет выпущена на DVD.
Лондонская постановка закрылась 27 августа 2011 года после 18 месяцев показов. На последнем спектакле присутстовал сам Эндрю Ллойд Уэббер. Финальный поклон сопровождался феноменальными аплодисментами и овациями стоящих зрителей. Эндрю поблагодарил аудиторию за их невероятную поддержку и отдал дань уважения команде «Love Never Dies», прежде чем присоединился к последнему поклону.
Мельбурнскую постановку планируется закрыть 18 декабря 2011 года, после чего мюзикл переедет в Сидней в театр Capitol Theatre в январе 2012 года.

## Восприятие

### Реакция критиков
После премьеры 9 марта 2010 года мюзикл получил смешанные отзывы критиков. Пожалуй, самым положительным стал отзыв Пола Тэйлора в «The Independent», давшего шоу пять звёзд:
«Без сомнения, на высоком уровне находится техническое мастерство Джека О’Брайена: целостная, плавная, роскошная (а иногда утончённая) постановка, или великолепный оркестр, изливающий тёмные, тоскующие мелодии Ллойда Уэббера, создающие впечатление, что его жизнь зависела от них. Отдельную благодарность стоит выразить лирической щедрости Боба Кроули и дизайну Джона Дрисколла с их позолоченным интерьером, имитирующим по очертаниям растительность и с гигантским павлиньим оперением в стиле модерн, располагающимся на сводах, а также их призрачный внешний мир, где блестяще разворачивается сочетание плавной проекции (идеально сочетающейся с эмоциональными/ритмичными изменениями в музыке) и сценических эффектов, заставляющее сходить с ума от Кони-Айленда».
В противоположность этому, Бен Брэнтли в «The New York Times» дал спектаклю ноль звезд, описав его как:
«Большое, безвкусное новое шоу. Сзади на него можно было бы приклеить табличку „пни меня“…. Чувствуется, что это бедное, дурацкое шоу так хочет быть побитым, как клоун на аттракционе Данк Танк. Зачем беспокоиться, когда от начала до конца „Любовь не умрёт никогда“ — один большой спойлер».
Другие положительные отзывы включают в себя отзыв Чарльза Спенсера в «The Daily Telegraph»:
«Это самое лучшее шоу Ллойда Уэббера со времён оригинального Призрака, в котором есть великолепные, запоминающиеся мелодии и тоскующий романтизм, от которого мурашки бегут по коже».
Спенсер дал шоу четыре звезды из пяти, но предостерег, что:
«Шоу может в конце концов оказаться слишком странным, слишком темным, слишком замученным, чтобы стать массовым популярным хитом, но я подозреваю, что его жуткое очарование надолго останется в памяти, в отличие от других пустых, давно забытых шоу».
Пол Кэллан в «Daily Express» также дал шоу четыре звезды, написав, что «Любовь не умрёт никогда» — это:
«Изящное и искусное продолжение Призрака, заслуживающее того, чтобы каждую ночь старый Adelphi Theatre был заполнен зрителями. Это великая ночь».
В «The Guardian» Майкл Биллингтон дал шоу три звезды из пяти, комментируя:
«В новом мюзикле Эндрю Ллойда Уэббера есть много вещей, от которых стоит получать удовольствие. Результат — одна из самых чарующих работ композитора».
Однако, как сказал Биллингтон:
«Проблемы заключаются в сценарии, которому не хватает веса, для поддержания образных надстроек… Постановка — непрерывный источник радужного удовольствия. Но, как говорится в одной из песен, „алмазы никогда не сверкают ярко, если их только не огранить“…. С либретто, соответствующим мелодиям, это, возможно, было бы потрясающее зрелище, а не просто хорошая ночь».
Тим Уокер в газете «The Sunday Telegraph» похвалил постановку за «несомненно самые впечатляющие спецэффекты, которые есть на Уэст-Энде» и сказал, что актёры пели «с удовольствием, обаянием и сексуальностью». Однако он «очень хотел услышать овации во время спектакля… но их так и не было».
В «The Times» критик Бенедикт Найтингэйл дал шоу две звезды из пяти:
«Где опасность, ужас, психологический мрак? Чтобы почувствовать это, я рекомендую отправиться в Театр Её Величества, а не в Адельфи».
Другой невосторженный обзор появился в «London Evening Standard», где критик Генри Хичингс написал, что:
«Хотя музыка Ллойда Уэббера местами чрезвычайно возвышенная и оперная, основной тон неровный. Очень мало запоминающихся песен, дуэты не улетают в высь, и финал безвкусен. Поклонники „Призрака“, наверно, будут разочарованы, поскольку этого недостаточно, чтобы заполучить новое поколение фанатов».
Хичингс также прокомментировал, что история «в значительной степени предсказуема — и неубедительна. Главная проблема — книга…. Шоу испытывает недостаток в психологическом правдоподобии. Хуже того, у него нет души. Есть немного пафоса и эмоциональной напряженности. Также есть несколько смешных моментов; лирика Слейтера скучная, а вспышки легкого облегчения — просто заблуждение».
Точно так же Дэвид Бенедикт в «Variety» написал, что шоу «хочет быть трагическим романом, но оно попросту вяло. Только радикальная переработка даст этому шоу шанс (даже самый ничтожный) посоперничать c предшественником».
Квентин Леттс в «Daily Mail» отрицательно отозвался о шоу, заявив, что оно «такое же вялое, как двигатель газонокосилки при первой весенней подстрижке». Он также раскритиковал шоу за недостаток повествования и романтики, заявляя, что оно «предполагает, что мы понимаем, чем эти двое тупиц [Призрак и Рауль] привлекают прекрасную Кристину. Неужели она не могла выбрать ничего лучше?… В конце концов вы приходите к заключению, что она просто ищет страданий, чтобы улучшить своё искусство». Леттс похвалил исполнение и оркестровку, но пришёл к заключению, что шоу не будет хитом: «Но если это промах, это… превосходный промах, превосходный, потому что всё более и более оперная музыка Ллойда Уэббера пытается поднять нас на более высокий уровень». Сузанна Клэпп из «The Observer» была также критически настроена по отношению к книге и назвала шоу «серым» и «наполненным напряженностью не более, чем моток шерсти». Она заявила: «Даже музыкальные номера никогда не сольются с визуальным великолепием, никогда не дадут эффекта, являющегося даром Ллойда Уэббера, который помогает представить пейзаж». Сэм Марлоу из «Time Out» дал шоу одну звезду из пяти, называя его «ужасным» и «бесконечным музыкальным чудовищем». Он заметил: «С его отвратительным водоворотом видеоизображений, бессмысленным сюжетом и длинными, повторяющимися песнями „Love Never Dies“… очень утомительно».
Другие отрицательные отзывы были напечатаны в «Financial Times», «Entertainment Weekly», «The Arts Desk» и других изданиях.

### Зрительская и другие оценки
Дэйв Ицкофф в New York Times выразил общую реакцию фанатов на сиквел: "Как новый Призрак поживает с театралами, которые видели его в предварительных просмотрах? Не очень хорошо…. В онлайн-сфере «Love Never Dies» даже породил в Facebook группу из противников сиквела, названную «Love Should Die» («Любовь должна умереть»), которая выражает свою миссию в формулировке: «У нас стойкое ощущение того, что последний мюзикл Эндрю Ллойда Уэббера… совершенно ошибочная авантюра, вредная для оригинального романа „Призрак Оперы“ и одноимённого мюзикла… Фактически все в шоу нам кажется нелогичным, неразумным, оскорбительным и — откровенно говоря — глупым». Колкое переименование названия шоу из «Love Never Dies» в «Paint Never Dries» («Краски никогда не высыхают») возникло благодаря Лондонским театральным блогерам «The West End Whingers». Впоследствии оно было множество раз использовано журналистами в печатных изданиях и телевизионных передачах.
Обозреватель Барбара Эллен из «The Observer» в шутливой форме высмеяла помпезность некоторых неблагоприятных отзывов в своей колонке в воскресенье 28 марта 2010 года: «Открытое письмо в Лондон, знаменитому Adelphi theatre»: "Уважаемый мистер Адельфи, насчет выступления, которое я посмотрела на прошлой неделе — сиквела к «Призраку» Эндрю Ллойда Уэббера, «Love Never Dies», высмеивающегося как «Paint Never Dries». К сожалению, я должна потребовать назад свои деньги; он просто не был ни достаточно плох, ни достаточно скучен. Мои спутники и я заплатили деньги и добросовестно пошли, ожидая увидеть старый добрый несчастный мюзикл. Представьте себе наше разочарование, когда он оказался хорошим. Скучный Призрак, имеющий жуткое сходство с Мартином Эмисом, сердитым после стычки с Анной Форд, но, сэр, этого недостаточно. Нам была обещана катастрофа, и мы ожидали увидеть катастрофу. Каждый признаёт, что не во всем вина спектакля. Отрицательные отзывы, темное искусство анти-рекламы являются опасным бизнесом. Но прекрасные чувства заплатят моей няне? У меня такое ощущение, что меня и других невинных зрителей обманом затащили в «Paint Never Dries» и против нашего желания принудили провести приятный вечер. Я уверена, что говорю за многих, когда я говорю, что мы покинули ваш театр ужасно недовольными тем, какими себя невероятно довольными мы себя чувствовали ".

## Музыкальные номера

### Концептуальный альбом
Концептуальный альбом был выпущен в марте 2010. Он занял 10 место в Национальных чартах Великобритании, 1 место в Греции, 8 место в Новой Зеландии и 15 место в Дании.
Музыкальные номера в том порядке, в котором они представлены в концептуальном альбоме.
| Акт I 1 Prologue 2 The Coney Island Waltz 3 «That’s The Place That You Ruined, You Fool!» 4 Heaven By The Sea 5 Only For Him/ Only For You 6 The Aerie 7 'Til I Hear You Sing 8 Giry Confronts The Phantom/'Til I Hear You Sing (Reprise) 9 Christine Disembarks 10 Arrival Of The Trio-«Are You Ready to Begin?» 11 «What A Dreadful Town!…» 12 Look With Your Heart 13 Beneath A Moonless Sky 14 Once Upon Another Time 15 «Mother Please, I’m Scared!» 16 Dear Old Friend 17 Beautiful 18 The Beauty Underneath 19 The Phantom Confronts Christine | Акт II 1 Entr’Acte 2 Why Does She Love Me? 3 Devil Take The Hindmost 4 Heaven By The Sea (Reprise) 5 «Ladies..Gents!»/The Coney Island Waltz (Reprise) 6 Bathing Beauty 7 «Mother, Did You Watch?» 8 Before The Performance 9 Devil Take The Hindmost (Quartet) 10 Love Never Dies 11 Ah, Christine! 12 Gustave! Gustave! 13 Please Miss Giry, I Want To Go Back |

### Лондон
Оригинальная Лондонская постановка открылась со всеми номерами из концептуального альбома. Тем не менее, когда шоу в ноябре 2010 года закрыли для переработки, многие номера были переставлены или вовсе удалены из постановки. Чарльз Харт, лирист «Призрака оперы», участвовал в переписи номеров.
Музыкальные номера в том порядке, в котором они использовались в Лондонской постановке.
Акт 1
1. Prologue (Til I Hear You Sing) - Phantom
Пролог (Пока я слышу, как ты поешь) - Призрак
2. The Coney Island waltz - Gengl, Squelch, Flack, the choir
Кони-Айленд - Генгл, Скуэлч, Флэк, хор
3. Only for you - Meg, the choir
Это только для вас - Мег, хор
4. Who was next to him? / Ah, Christin - Madame Giri, Meg
Кто был с ним рядом? / Ах, Кристина - Мадам Жири, Мег
5. The meeting of the Diva (Are you ready to begin?) - Gengl, Squelch, Flack, Gustav
Встреча Примадонны (Вы готовы начать?) - Генгл, Скуэлч, Флэк, Густав
6. Terrible place / Father, play with me - Raul, Gustav, Christina
Ужасное место / Отец, поиграй со мной - Рауль, Густав, Кристина
7. Love (Look with your heart) - Gustav, Christina
Любовь (Смотри сердцем) - Густав, Кристина
8. Beneath a moonless sky – Christina, Phantom
Под безлунным небом - Кристина, Призрак
9. Once upon another time - Christina, Phantom
Давным-давно - Кристина, Призрак
10. Phantasm – Phantom, Gustav
Фантазма – Призрак, Густав
11. Help me – Phantom, Christina
Помоги мне – Призрак, Кристина
12. Dear old friend - Meg, Christina, Madame Giri, Raul
Дорогой старый друг - Мег, Кристина, Мадам Жири, Рауль
13. Follow us / Kingdom of Illusions / Beautiful - Gengl, Squelch, Flack, Gustav, Phantom
Иди за нами / Царство иллюзий / Прекрасна - Генгл, Скуэлч, Флэк, Густав, Призрак
14. The beauty underneath - Phantom, Gustav
Внутренняя красота - Призрак, Густав
15. Once upon another time (Reprise) - Christina, Phantom
Давным-давно (Повторение) - Кристина, Призрак
16. Everything will go to him / Will he get everything? - Phantom, Madame Giri
Всё достанется ему / Всё достанется ему? – Призрак, Мадам Жири
Акт 2
1. Why does she love me? - Raul
За что она меня любит? - Рауль
2. Heaven by the sea (Calm sea) - Meg
Рай у моря (Спокойное море) - Мег
3. Devil take the hindmost – Phantom, Raul
Дьявол схватит последнего – Призрак, Рауль
4. Invitation to the Concert - Gengl, Squelch, Flack
Приглашение на концерт - Генгл, Скуэлч, Флэк
5. Bathing Beauty - Meg, the choir
Красотка в купальнике - Мег, хор
6. He was not there - Meg, Madame Giri
Его там не было - Мег, Мадам Жири
7. Before the performance – Gustav, Christina, Raul, Phantom
Перед выступлением – Густав, Кристина, Рауль, Призрак
8. Devil Take The Hindmost (Reprise) - Gustav, Raul, Phantom, Madame Giri, Meg
Дьявол схватит последнего (Повторение) - Густав, Рауль, Призрак, Мадам Жири, Мег
9. Love never dies - Christina
Любовь не умрёт никогда - Кристина
10. Ah, Christine! (The song was beautiful) – Phantom, Christina
Ах, Кристина! (Песня была прекрасна) – Призрак, Кристина
11. Letter - Raul, Christina
Письмо - Рауль, Кристина
12. Gustave! Gustave! – Phantom, Squelch, Flack, Madame Giri
Поиски Густава – Призрак, Скуэлч, Флэк, Мадам Жири
13. Please, Miss Giry, I want to go back / Heaven by the sea (Calm sea) (Reprise) – Gustav, Meg
Пожалуйста, мисс Джири, я хочу вернуться / Рай у моря (Спокойное море) (Повторение) - Густав и Мег
14. Now look at me / Let me see you (The beauty underneath) (Reprise) / Look with your heart (Reprise) / Once upon another time (Reprise) / Love never dies (Reprise) / Finale – Meg, Phantom, Christina
Теперь посмотри на меня / Позволь мне увидеть тебя (Внутренняя красота) / Смотри сердцем / Давным-давно (Повторение) / Финал – Мег, Призрак, Кристина
15. Finale - Orchestra
Финал - Оркестр

## Награды и номинации

### Оригинальная лондонская постановка
| Год  | Церемония награждения  | Категория                                          | Номинация          | Результат |
| ---- | ---------------------- | -------------------------------------------------- | ------------------ | --------- |
| 2010 | BroadwayWorld UK Award | Best Musical                                       | Best Musical       | Победа    |
| 2010 | BroadwayWorld UK Award | Best Leading Actor in a Musical                    | Рамин Каримлу      | Победа    |
| 2010 | BroadwayWorld UK Award | Best Leading Actress in a Musical                  | Сиерра Боггес      | Номинация |
| 2010 | BroadwayWorld UK Award | Best Featured Actress in a Musical                 | Саммер Страллен    | Победа    |
| 2010 | BroadwayWorld UK Award | Best Direction of a Musical                        | Джек О’Брайен      | Победа    |
| 2010 | BroadwayWorld UK Award | Best Orchestrations                                | Эндрю Ллойд Уэббер | Победа    |
| 2010 | BroadwayWorld UK Award | Best Scenic Design                                 | Боб Кроули         | Победа    |
| 2010 | BroadwayWorld UK Award | Best Sound Design                                  | Мик Поттер         | Победа    |
| 2010 | BroadwayWorld UK Award | Best Lighting Design                               | Пол Контстейбл     | Победа    |
| 2011 | Премия Лоренса Оливье  | Best New Musical                                   | Best New Musical   | Номинация |
| 2011 | Премия Лоренса Оливье  | Best Actress in a Musical                          | Сиерра Боггес      | Номинация |
| 2011 | Премия Лоренса Оливье  | Best Actor in a Musical                            | Рамин Каримлу      | Номинация |
| 2011 | Премия Лоренса Оливье  | Best Performance in a Supporting Role in a Musical | Саммер Страллен    | Номинация |
| 2011 | Премия Лоренса Оливье  | Best Lighting Design                               | Пол Контстейбл     | Номинация |
| 2011 | Премия Лоренса Оливье  | Best Set Design                                    | Боб Кроули         | Номинация |
| 2011 | Премия Лоренса Оливье  | Best Costume Design                                | Боб Кроули         | Номинация |
| 2011 | WhatsOnStage.com Award | Best New Musical                                   | Best New Musical   | Номинация |
| 2011 | WhatsOnStage.com Award | Best Actor in a Musical                            | Рамин Каримлу      | Победа    |
| 2011 | WhatsOnStage.com Award | Best Actress in a Musical                          | Сиерра Боггес      | Номинация |
| 2011 | WhatsOnStage.com Award | Best Supporting Actor in a Musical                 | Джозеф Миллсон     | Победа    |
| 2011 | WhatsOnStage.com Award | Best Supporting Actress in a Musical               | Саммер Страллен    | Номинация |
| 2011 | WhatsOnStage.com Award | Best Lighting Designer                             | Пол Контстейбл     | Номинация |

### Оригинальная австралийская постановка
| Год  | Церемония награждения | Категория            | Номинация          | Результат |
| ---- | --------------------- | -------------------- | ------------------ | --------- |
| 2011 | Helpmann Award        | Best Costume Design  | Габриэла Тайлесова | Победа    |
| 2011 | Helpmann Award        | Best Scenic Design   | Габриэла Тайлесова | Победа    |
| 2011 | Helpmann Award        | Best Lighting Design | Ник Шлипэр         | Победа    |